# 高野山 (我孫子市)
高野山（こうのやま）は、千葉県我孫子市の大字。郵便番号270-1145。

## 地理
北は泉、天王台、北西は柴崎、東は東我孫子、岡発戸、南東は岡発戸新田、南は高野山新田、西は我孫子、北西は寿に隣接している。

## 世帯数と人口
2017年（平成29年）4月1日現在の世帯数と人口は以下の通りである。
| 大字   | 世帯数    | 人口    |
| ------ | --------- | ------- |
| 高野山 | 1,664世帯 | 4,119人 |

## 小・中学校の学区
市立小・中学校に通う場合、学区は以下の通りとなる。
| 番地 | 小学校                 | 中学校                 |
| ---- | ---------------------- | ---------------------- |
| 全域 | 我孫子市立高野山小学校 | 我孫子市立我孫子中学校 |

## 施設
- 我孫子市立高野山小学校
- 我孫子市立我孫子中学校
- 我孫子市鳥の博物館
- 山階鳥類研究所
- 日立総合経営研修所本館
- 日立総合経営研修所別館
- 我孫子自動車教習所
- 最勝院
- 常光寺
- 香取神社
- 高野山桃山公園
- 高野山小暮公園
- 南坪北公園
- 南坪南公園
- 宮脇公園

## 交通

### 道路
- 国道
  - 国道356号

### バス
阪東自動車が、以下の路線を運行している。当地内では国道356号上に「高野山」「我孫子中学校」の2停留所がある。
- 我孫子駅 - 手賀沼公園 - 市役所 - 高野山 - 我孫子中学校 - 東我孫子車庫 - 天王台駅 - 湖北駅南口
当地を通る系統では最も本数が多い。多くが東我孫子車庫で分断されている。
- 慈恵医大柏病院 - 北柏駅 - 八坂神社前 - 第一小学校 - 高野山 - 我孫子中学校 - 東我孫子車庫
国道356号を直進するルート。我孫子駅には乗り入れない。1日3往復の運転。
- 柏駅東口 - 大津ヶ丘団地 - 市役所 - 高野山 - 我孫子中学校 - 東我孫子車庫
一部時間帯のみ運転。